# Mastonia squalida
Mastonia squalida is een slakkensoort uit de familie van de Triphoridae. De wetenschappelijke naam van de soort is voor het eerst geldig gepubliceerd in 1962 door Kosuge.